# Lévy Madinda
Lévy Clément Madinda (Libreville, 11 giugno 1992) è un calciatore gabonese, centrocampista del Barito Putera.

## Caratteristiche tecniche
Interno di centrocampo, all'occorrenza può essere schierato da trequartista, esterno o ala sulla fascia destra.

## Carriera

### Club
Dopo aver giocato un anno nella massima divisione nazionale del campionato gabonese, Madinda passa agli spagnoli del Celta Vigo, venendo inserito nella squadra riserve del club. Il 10 aprile 2011, fa il suo debutto nella terza divisione spagnola, giocando da titolare la sfida tra la seconda squadra del Celta Vigo e l'Alcalá (0-0), venendo sostituito al 45' al posto di Jota Peleteiro. Durante la stagione 2012-2013, è promosso in prima squadra, avendo l'occasione di esordire sia nella Copa del Rey, il 31 ottobre 2012 contro l'Almería (2-0), sia nella Liga, il 31 marzo 2013, subentrando all'81' a Natxo Insa contro il Barcellona, partita pareggiata 2-2. Nella stagione successiva, Madinda riesce ad avere più spazio nel club, giocando 20 incontri tra campionato e coppa, spesso partendo dalla panchina. Nel biennio seguente è relegato a riserva e il 20 gennaio 2016, il Celta Vigo lo cede in prestito al Gimnàstic, squadra della seconda divisione spagnola. Quattro giorni più tardi, debutta da titolare con la nuova maglia contro l'Albacete (1-1) e il 6 marzo seguente firma il suo primo gol nella sua carriera da professionista, andando in rete contro l'Alcorcón (1-1).

### Nazionale
Il 10 agosto 2011 fa il proprio esordio con la nazionale gabonese contro la Guinea (1-0). Il 10 settembre 2014, Madinda realizza il suo primo gol in partite ufficiali con la maglia del Gabon, segnando il gol del pareggio contro il Lesotho (1-1), incontro valido per le qualificazioni alla Coppa d'Africa 2012. Con il Gabon partecipa a tre Coppe d'Africa (2012, 2015 e 2017) e alle Olimpiadi di Londra 2012.